# 332. Infanterie-Division (Wehrmacht)
Die 332. Infanterie-Division war ein Großverband des Heeres der deutschen Wehrmacht im Zweiten Weltkrieg.

## Geschichte

### Aufstellung
Die Division wurde am 15. November 1940 als Teil der 14. Aufstellungswelle in Güstrow im Wehrkreis II (Stettin) aufgestellt. 

### Besatzungstruppe Frankreich
Vom Sommer 1941 an war sie als Teil der 7. Armee in der Bretagne im besetzten Frankreich stationiert. Auch nach einer Unterstellung in die 15. Armee verblieb sie bis zum Winter 1942/43 in Nordfrankreich am Ärmelkanal. Dann wurde sie an die Ostfront zur Heeresgruppe Süd verlegt. 

### Unternehmen Zitadelle
Im Sommer 1943 kämpfte sie im Raum Charkow. Im Juli nahm sie mit der 4. Panzerarmee am Unternehmen Zitadelle teil.

### Auflösung
Zuletzt bei Poltawa eingesetzt, wurde die Division im September 1943 aufgelöst.

### Verwendung der Reste der Division
Ein Teil der verbliebenen Mannschaft wurde mit beibehaltener Bezeichnung Grenadier-Regiment 676 in die 57. Infanterie-Division integriert, darunter auch der frühere Divisionskommandeur Trowitz. Der andere, größere Teil wurde zunächst der 255. Infanterie-Division unterstellt. Diese erlitt jedoch innerhalb weniger Wochen starke Verluste, wurde daher in die Korps-Abteilung B eingegliedert und geriet mit dieser in den Kessel bei Tscherkassy.

## Personen
| Dienstzeit                           | Dienstgrad             | Name           |
| ------------------------------------ | ---------------------- | -------------- |
| 14. November 1940 bis 6. August 1941 | Generalleutnant        | Heinrich Recke |
| 6. August 1941 bis 17. Dezember 1942 | Generalleutnant        | Hans Kessel    |
| 17. Dezember 1942 bis 1. Januar 1943 | General der Infanterie | Walter Melzer  |
| 1. Januar bis 5. Juni 1943           | Generalleutnant        | Hans Schäfer   |
| 5. Juni 1943 bis zur Auflösung       | Generalmajor           | Adolf Trowitz  |

## Gliederung
- Infanterie-Regiment 676
- Infanterie-Regiment 677
- Infanterie-Regiment 678
- Artillerie-Regiment 332
- Pionier-Bataillon 332
- Feldersatz-Bataillon 332
- Radfahr-Abteilung 332
- Panzerjäger-Abteilung 332
- Nachrichten-Abteilung 332
- Nachschubstruppen 332

## Bekannte Divisionsangehörige
- Kurt Kühme (1885–1944), war von 1943 bis 1945, für die NSDAP, Mitglied des nationalsozialistischen Reichstags